# УМБАЛ „Царица Йоанна – ИСУЛ“
УМБАЛ „Царица Йоанна – ИСУЛ“ или както е известна ИСУЛ (Институт за специализация и усъвършенстване на лекарите) е университетска многопрофилна болница за активно лечение (УМБАЛ), намираща се в София, с адрес ул. Бяло море 8, Телефон: 02 9432170.
Болницата е висок капацитет за обслужване на пациенти по спешност и на диагностично и терапевтично трудни случаи.. Болницата се използва и за обучение на студенти в Медицинския университет в София, специализиращи и специалисти. Там се помещават редица катедри към Медицинския факултет на МУ-София. В сградата на болницата е разположен и Факултетът по обществено здраве към Медицинския университет.

## История
ИСУЛ е създадена през 30-те години на 20 век от академик Ташо Ташев. През годините е носила наименованията Работническа болница, ИСУЛ, Университетска болница, а сега – УМБАЛ.
От 31 август 2000 г. болницата е търговско дружество с едноличен собственик на капитала Министерство на здравеопазването.

## Ръководство
- Изпълнителен директор: д-р Бойко Коруков

УМБАЛ „Царица Йоанна – ИСУЛ“ разполага със следните основни звена:
- Клиника по анестезиология и интензивно лечение
- Клиника по гастроентерология
- Клиника по кардиология
- Клиника по неврология
- Клиника по неврохирургия
- Клиника по нефрология
- Клиника по онкотерапия
- Клиника по ортопедия и травматология
- Клиника по терапия на вътрешните болести, метаболитно-ендокринните заболявания и диететика
- Клиника по УНГ болести
- Клиника по хирургия
- Отделение по клинична фармакология и терапия
- Отделение по образна диагностика
- Отделение по патологична анатомия
- Отделение по физиотерапия и рехабилитация
- Отделение по хемодиализа
- Клинична лаборатория
- Лаборатория по имунохематология
- Лаборатория по микробиология и вирусология